# Air Atlantique

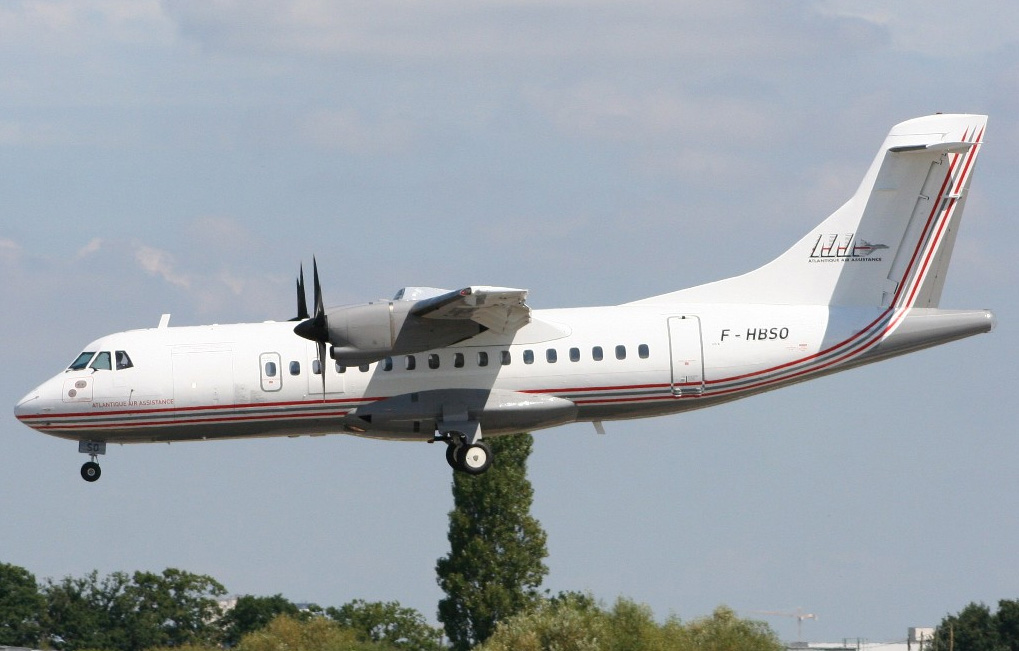
Air Atlantique

Air Atlantique was een luchtvaartmaatschappij met als thuishaven Coventry in het Verenigd Koninkrijk. Zij levert chartervluchten in Europa, Afrika en het Midden-Oosten en leent ATR 42 vliegtuigen en andere uit aan andere luchtvaartmaatschappijen. Air Atlantique is gestationeerd op Coventry Airport.

## Code informatie
- ICAO Code: AAG
- Roepletters: Atlantic

## Geschiedenis
De luchtvaartmaatschappij werd in 1969 gesticht en begon datzelfde jaar met het leveren van diensten onder naam General Aviation Services in Jersey in de kanaaleilanden. De huidige naam werd in juni 1977 aangenomen toen het bedrijf met Douglas DC-3 vliegtuigen met chartervliegtuigen begon. In december 1985 luchtvaartmaatschappij verplaatste naar haar huidige thuishaven Coventry.
Atlantic Airlines, die vroeger alle luchtvaartactiviteiten van de Atlantic Holdings groep beheerste (bezitters van Air Atlantique) werd in juli 2004 uitgekocht en opereert nu als een onafhankelijk bedrijf.

## Luchtvloot
De luchtvloot van Air Atlantique bestaat uit de volgende vliegtuigen (januari 2005):
- 2 ATR 42-300's
- 1 Britten-Norman BN-2A Islander
- 1 Britten-Norman BN-2T-4S Islander
- 1 Convair 440-0(F)
- 4 Douglas DC-3C's
- 2 Douglas DC-6A's